# Josef Lehner
Josef „Sepp“ Lehner (* 15. Februar 1972 in Garmisch-Partenkirchen) ist ein ehemaliger deutscher Eishockeyspieler, der zuletzt beim SC Riessersee in der Eishockey-Oberliga spielte.

## Karriere
In seinen Jahren beim SC Riessersee in der 2. Bundesliga konnte der junge Verteidiger Anfang der 1990er-Jahre auf sich aufmerksam machen und wechselte schließlich zur Saison 1992/93 in die höchste Spielklasse zu BSC Preussen, den späteren Berlin Capitals. Fünf Jahre spielte der Rechtsschütze erfolgreich in Berlin und kehrte schließlich 1997 in seine Heimat nach Garmisch-Partenkirchen zum SC Riessersee zurück. Nach dem Lizenzentzug für den SC Riessersee in der Saison 2003/04 wechselte der Abwehrspieler kurz nach Weihnachten zu den Straubing Tigers. Dort entwickelte sich Lehner schnell zu einem der Führungsspieler im Team und führte die Tigers 2006 als Kapitän zur Zweitliga-Meisterschaft und zum Aufstieg in die DEL. Das Amt hatte Lehner zu Saisonbeginn von Andreas Lupzig übernommen, der seine Karriere aufgrund einer erneuten Knieverletzung beenden musste. Nach weiteren zwei Jahren als Kapitän in der Deutschen Eishockey Liga gab der Verteidiger das Amt auf eigenen Wunsch an Éric Meloche ab.
Ab der Saison 2009/10 trug er wieder als Kapitän das Trikot seines Heimatvereins SC Riessersee. Nach dem Gewinn der Oberliga-Meisterschaft in der Saison 2010/11 beendete Lehner seine Karriere.

## Erfolge und Auszeichnungen
- 2007 Teilnahme am DEL All-Star Game
- 2011 Oberliga-Meister mit dem SC Riessersee

## Karrierestatistik
(Legende zur Spielerstatistik: Sp oder GP = absolvierte Spiele; T oder G = erzielte Tore; V oder A = erzielte Assists; Pkt oder Pts = erzielte Scorerpunkte; SM oder PIM = erhaltene Strafminuten; +/− = Plus/Minus-Bilanz; PP = erzielte Überzahltore; SH = erzielte Unterzahltore; GW = erzielte Siegtore; 1 Play-downs/Relegation; Kursiv: Statistik nicht vollständig)

1 inklusive „1. Liga“ (1994–1998) und „Bundesliga“ (1998–1999)